# Рор Вольф

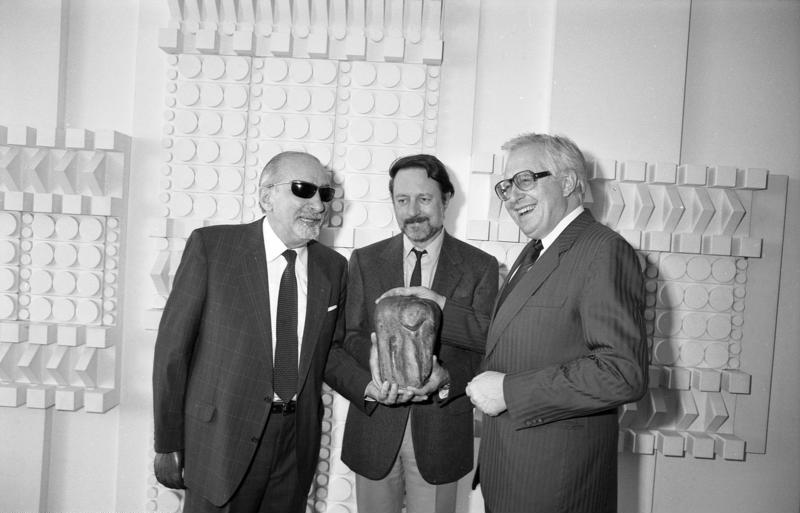
Рор Вульф (у центрі) отримує премію за свої радіоп'єси у 1988 році

Рор Вольф; власне: Ріхард Георг Вольф, псевдонім: Рауль Транчірер (нар. 29 червня 1932, Заальфельд/Заале, Тюрінгія — пом. 17 лютого 2020, Майнц) — німецький письменник і художник.

## Біографія
Після закінчення середньої школи в 1951 році Вольфу відмовили у вступі до університету через його походження з середнього класу. Два роки працював будівельником, поки в липні 1953 року покинув НДР і виїхав на Захід. Спочатку він рік працював чорноробом у Штутгарті, потім вступив до Університету Франкфурта-на-Майні, щоб вивчати літературу, соціологію та філософію, і незабаром почав публікувати прозу, поезію та колажі, а також літературні, театральні та джазові огляди в студентській газеті Diskus. Він також став редактором у Diskus, а пізніше — літературним редактором на радіостанції Hessischer Rundfunk; з 1963 року — вільний письменник. У Франкфурті Вольф належав до кола друзів фотографа Абісага Тюльманна.
Після понад тридцяти переїздів Рор Вольф врешті оселився в Майнці. Псевдонім Ror складається з літери R від імені Ріхард та літер «or» від імені Георг; псевдонім Tranchirer походить від імені РІхард, вимовленого задом наперед: Drahcir ~ tranchir = Tranchirer (різак).
Кар'єра Вольфа як автора почалася в 1958 році з публікацій у журналі Discus. Його перший роман « Продовження звіту», опублікований у 1964 році, можна розглядати як один із небагатьох прикладів німецькомовного нового роману, в якому помітний значний вплив книги «Тінь тіла кучера» Петера Вайса. У результаті Вольф ще більше розширив діапазон своєї прози, в якій надихався творами Семюеля Беккета, Франца Кафки та Роберта Вальзера. Були опубліковані такі книги, як «Pilzer und Pelzer» (1967) та «Die Gefährlichkeit der Großen Ebene» (1976). Пізніше, у книжках «Нариси з загубленого світу» (1992) та «Два або три роки поспіль» (2003), він радикально ущільнив свою прозу, водночас зробивши її лаконічнішою. Впливи сюрреалізму, фентезі, пригодницької та кримінальної літератури так само очевидні, як і гумористичні та еротичні мотиви, що робить його книги надзвичайно розважальними, попри їхню літературну амбітність. Особливо це стосується віршів, зібраних у збірках «Перспективи на нові враження» («Aussichten auf neue Erlebnisse», 1996) та «Pfeifers Reisen» (2007).
Темою Вольфа було грайливе і глибоке дослідження дійсності, яка в його творчості існує лише як надзвичайно мелодійний словесний простір. Проте його книги, які впевнено виходять за межі традиційних наративних схем, аж ніяк не були мовними іграми без жодної прив'язки до реальності. Популярні книжки про футбол та радіоколажі, що їх супроводжували, наочно продемонстрували, як багато реальності можна зобразити за допомогою методу Вольфа: «Світ, можливо, і не був футболом, але футбол, це не секрет, містить у собі цілий світ» (RW). Вольф був зачарований тим, що стоїть за футболом, що стає впізнаваним через нього і може бути представлене ним — наприклад, два абсолютно різні способи коментування однієї і тієї ж гри (пор. радіоп'єсу Córdoba Juni 13.45 Uhr, 1979). У цьому сенсі він зібрав численні роботи зі знайдених звукових уривків від журналістів та вболівальників. — З 1969 року Рор Вольф також зробив собі ім'я як автор радіоп'єс. П'єса «Життя і смерть корнетиста Бікса Бейдербеке з Північної Америки» (Leben und Tod des Kornettisten Bix Beiderbecke aus Nordamerika, 1986) була відзначена премією «Hörspielpreis der Kriegsblinden» у 1988 році і, завдяки численним трансляціям, вважається однією з найуспішніших німецьких радіоп'єс.
Рор Вольф також був візуальним художником. З початку 1960-х років він, як і Макс Ернст, а також Петер Вайс, створював сюрреалістичні колажі з матеріалів вільгельмівської епохи, які брав зі старих енциклопедій, журналів і посібників з етикету. Доповнені відповідними текстовими фрагментами, отримані таким чином мотиви утворили так звану Енциклопедію для безстрашних читачів, яка з 1983 року досягла шести томів і могла читатися як пародія на вченість, авторитет і позитивістські стратегії пізнання світу.
Рор Вольф був почесним капітаном національного авторського колективу Autonama, заснованого в 2005 році.
У квітні 2006 року Вольф оголосив в інтерв'ю Таґесцайтунґ, що він хоче знищити звуковий архів, який створив під час роботи над радіоколажами, тому що він більше не буде ним займатися, хоча він мав би багато чого передати. Проте знищувати свій приватний архів він передумав. Наприкінці 2007 року перша партія ранніх рукописів і листування була передана до німецького літературного архіву в Марбаху. Частину спадщини можна побачити в постійній експозиції Музею сучасної літератури в Марбаху. Він передав право на використання радіопередач Південно-Західному радіо. У результаті з'явилася радіоп'єса «Angriff ist die beste Verteidigung» — радіоп'єса Германа Болена, яка вперше прозвучала на SWR2 3 липня 2009 року. У 2011 та 2012 роках Frankfurter Allgemeine Zeitung опублікувала кілька колажів та уривків з неопублікованого роману «Neunundzwanzig Versuche, die Welt zu verschlingen» («Двадцять дев'ять спроб поглинути світ»). У 2015 році деякі епізоди його колажів до «Римованих світів Рора Вольфа» і до нової роботи Рора Вульфа: «Die plötzlich hereinkriechende Kälte im Dezember» («Раптовий холод, що підкрався у грудні»). з'явилися також у FAZ . З 6 березня по 24 квітня 2016 року музей Бенсхгайма показав репрезентативну добірку його сюрреалістичних колажів під назвою «Чудові світи Рора Вульфа».

## Нагороди
- 1965: Заохочувальна премія Нижньосаксонської мистецької премії, Ганновер
- 1971: Стипендія Сенату Берліна
- 1976: Резиденція письменника: Уорікський університет, Англія
- 1983: Заохочувальна премія Гессенської культурної премії, Вісбаден
- 1983: стипендіат Німецького літературного фонду, Дармштадт
- 1988: War Blind Radio Play Prize, Бонн
- 1988: Марбурзька літературна премія
- 1990: стипендіат Німецького літературного фонду, Дармштадт
- 1991: Премія з гротескної літератури «Шварцер Петер», Дюссельдорф
- 1992: Бременська літературна премія
- 1992: Премія Франкфуртського радіо
- 1996: Літературна премія Хейміто фон Додерера, Відень
- 1997: Мистецька премія землі Рейнланд-Пфальц, Майнц
- 1998: Амстердамська стипендія від Künstlerhaus Edenkoben
- 2003: Велика літературна премія від Баварської академії образотворчого мистецтва, Мюнхен
- 2003: Почесний подарунок Eugen Viehof від Німецького фонду Шиллера, Дортмунд/Веймар
- 2004: Літературна премія Касселя за гротескний гумор
- 2006: Щорічна премія німецьких музичних критиків, Берлін
- 2006: Аудіокнига року, Вісбаден
- 2007: Радіоп'єса року, Німецька академія виконавських мистецтв, Бенсхайм
- 2008: Премія Фрідріха Гельдерліна від міста Бад-Гомбург
- 2014: Георг К. -Премія Глейзера землі Рейнланд-Пфальц і ЮЗР
- 2015: Премія Гюнтера Айха від Sparkasse Leipzig Media Foundation
- 2016: Меморіальна премія Шиллера[15] від землі Баден-Вюртемберг
- 2018: Премія Райнера Малковського

## Твори

### Зібрання творів
- Band 1: Friedmar Apel (Hrsg.): Im Zustand vergrößerter Ruhe. Die Gedichte. Schöffling & Co., 2009.
- Band 2: Kai U. Jürgens (Hrsg.): Prosa I: Fortsetzung des Berichts. Schöffling & Co., 2010, ISBN 978-3-89561-921-2.
- Band 3: Kay Sokolowsky (Hrsg.): Prosa II: Pilzer und Pelzer. Schöffling & Co., 2010.
- Band 4: Kai U. Jürgens (Hrsg.): Prosa III: Die Gefährlichkeit der großen Ebene. Schöffling & Co., 2012, ISBN 978-3-89561-922-9.
- Band 5: Kai U. Jürgens (Hrsg.): Prosa IV: Nachrichten aus der bewohnten Welt. Schöffling & Co., 2014, ISBN 978-3-89561-924-3.
- Band 7: Hans Burkhard Schlichting (Hrsg.): Die Einsamkeit des Meeresgrunds. Die Hörspiele. Schöffling & Co., 2012, ISBN 978-3-89561-917-5.
- Band 9: Thomas Schröder (Hrsg.): Raoul Tranchirers Enzyklopädie für unerschrockene Leser. Band II, Schöffling & Co., 2009.

### Окремі видання
- Nachrichten aus der bewohnten Welt. Frankfurter Verlagsanstalt 1991, Nachdruck Fischer 1994, ISBN 978-3-596-11765-9
- Fortsetzung des Berichts. Neuausgabe, Frankfurter Verlagsanstalt 1992, Nachdruck Fischer 1995.
- Die Gefährlichkeit der Großen Ebene. (darin auch Pilzer und Pelzer), Neuausgabe, Frankfurter Verlagsanstalt 1992, Nachdruck Fischer 1996.
- Das nächste Spiel ist immer das schwerste. Neuausgabe, Frankfurter Verlagsanstalt 1994, Nachdruck Fischer 1996.
- Danke schön. Nichts zu danken. (darin auch Mehrere Männer), Neuausgabe, Frankfurter Verlagsanstalt 1995, Nachdruck Fischer 1997.
- Aussichten auf neue Erlebnisse. Moritaten, Balladen und andere Gedichte 1957—1996. Frankfurter Verlagsanstalt 1996, Nachdruck Fischer 1999.

### Енциклопедія для безстрашних читачів
- Band 1: Raoul Tranchirers vielseitiger großer Ratschläger für alle Fälle der Welt. Anabas-Verlag 1983; erw. Neuausgabe Schöffling & Co. 1999.
  - als Fischer Taschenbuch, Frankfurt am Main 2009, ISBN 978-3-596-18297-8.
- Band 2: Raoul Tranchirers Mitteilungen an Ratlose. Haffmans 1988; erw. Neuausgabe Anabas 1997.
- Band 3: Raoul Tranchirers Welt- und Wirklichkeitslehre aus dem Reich des Fleisches, der Erde, der Luft, des Wassers und der Gefühle. Anabas 1990.
- Band 4: Tranchirers letzte Gedanken über die Vermehrung der Lust und des Schreckens. Anabas 1994.
- Band 5: Raoul Tranchirers Enzyklopädie für unerschrockene Leser & ihre überschaubaren Folgen. Anabas 2002.
- Band 6: Raoul Tranchirers Bemerkungen über die Stille. Schöffling & Co. 2005.
- Band 7: Raoul Tranchirers Notizen aus dem zerschnetzelten Leben.. Schöffling & Co, Frankfurt am Main 2014, ISBN 978-3-89561-326-5.
- Auswahlband: Raoul Tranchirers Taschenkosmos. Wagenbach 2005.

### Записи з архіву Фабрики Реальності
- Die Grenzen der Vertraulichkeit oder Große Reise in entgegengesetzter Richtung. Anabas 2006.
- Eine schöne Umgebung oder Neuigkeiten aus dem Gebiet der dunklen Gefühle. Anabas 2008.
- Vor dem Fenster übrigens zu meiner Verwunderung die Abenddämmerung. Anabas 2008.
- Ungefähr 132 Bewegungen oder Worte aus dem Inneren des Mundes. Anabas 2011.

### Видання
- Vorzeichen. Fünf neue deutsche Autoren. (Anthologie, herausgegeben von Hans Magnus Enzensberger), Suhrkamp 1962
- Fortsetzung des Berichts. Roman, Suhrkamp 1964; Neuausgabe Suhrkamp 1970.
- Das Lexikon der feinen Sitte. zus. mit Karl Riha, Prosa und Bildcollagen, Diskus-Verlag 1964.
- Pilzer und Pelzer. Roman, Suhrkamp 1967; erw. Neuausgabe Suhrkamp 1978, vollst. Ausgabe mit Bildcollagen Luchterhand 1988. ISBN 9783518369661
- mein famili. Moritaten und Bildcollagen, Anabas-Verlag 1968; erw. Ausgabe Suhrkamp 1971.
- Danke schön. Nichts zu danken. Geschichten, Suhrkamp 1969.
- Punkt ist Punkt. Fußball-Spiele. Suhrkamp 1971; erw. Ausgabe ebd. 1973; erste Version: Punkt ist Punkt. Beschäftigung mit dem Fußball. In: Renate Matthaei (Hrsg.): Trivialmythen März, Frankfurt am Main 1970, S. 20–39; Neuaufl. Area, Erftstadt 2004, ISBN 3-89996-029-7, S. 340–359.
- Auf der Suche nach Doktor Q. Hörspiel-Trilogie, Suhrkamp 1976.
- Die Gefährlichkeit der großen Ebene. Roman und kurze Prosa, Suhrkamp 1976.
  - Neuauflage: Schöffling, Frankfurt am Main 2011, ISBN 978-3-89561-922-9.
- Die heiße Luft der Spiele. Prosa und anderes, Suhrkamp 1980.
- Das nächste Spiel ist immer das schwerste. (Sammelband aller Fußballtexte) Athenäum 1982, erw. Neuausgabe Haffmans 1990, häufige Neuaufl., zuletzt Schöffling, Frankfurt 2008, ISBN 978-3-89561-324-1.
- Hans Waldmanns Abenteuer. Moritaten, Balladen und andere Gedichte, Haffmans 1985.
- Mehrere Männer. Prosa und Bildcollagen, Luchterhand 1987.
- Ausflug an den vorläufigen Rand der Dinge. Prosa 1957—1976 mit Bildcollagen, Luchterhand 1988.
- Ein Komplott aus Spiel, Spaß und Entsetzen. Prosa, Lyrik, Collagen, hrsg. von Karl Riha, Reclam 1994.
- Leben und Tod des Kornettisten Bix Beiderbecke aus Nordamerika. Radio-Reisen. Hörspiele (darin die CD Vier Radio-Collagen) Schöffling 2000.
- Zwei oder drei Jahre später. Siebenundvierzig Ausschweifungen. Frankfurter Verlagsanstalt 2003.
- Zwei oder drei Jahre später. Neunundvierzig Ausschweifungen. erw. Neuausgabe (enthält Die neunundvierzigste Ausschweifung) Schöffling 2007.
- Pfeifers Reisen. Gedichte. Schöffling 2007.
- Verschiedene Möglichkeiten, die Ruhe zu verlieren. Ein Lesebuch, hrsg. von Brigitte Kronauer, Schöffling 2008.
- Die Vorzüge der Dunkelheit. Neunundzwanzig Versuche die Welt zu verschlingen. Horrorroman. Schöffling, Frankfurt am Main 2012, ISBN 978-3-89561-307-4.
- Die plötzlich hereinkriechende Kälte im Dezember. Schöffling, Frankfurt am Main 2015, ISBN 978-3-89561-306-7.
- Die Gedichte. Schöffling, Frankfurt am Main 2017, ISBN 978-3-89561-269-5.
- Alles andre: ungewiß. Gedichte. Schöffling 2020, ISBN 978-3-89561-912-0.

### Радіоп'єси
- Der Chinese am Fenster, Regie: Raoul Wolfgang Schnell, WDR/HR 1971.
- Die überzeugenden Vorteile des Abends, Regie: Heinz Hostnig, WDR/BR 1973.
- Reise in die Luft in 67 Minuten und 15 Sekunden, Regie: Heinz Hostnig, HR/WDR 1976.
- Leben und Tod des Kornettisten Bix Beiderbecke aus Nord-Amerika, Regie: Heinz Hostnig, SWF/HR/NDR/WDR 1986
- Das Blinzeln des magischen Auges — Der Hörspielmacher Ror Wolf, Regie: Ror Wolf, HR/SR 1990.
- Die Durchquerung der Tiefe in dreizehn dunklen Kapiteln, Regie: Hermann Naber, SWF/DLF/HR 1997.
- Mehrere Männer — Zweiunddreißig ziemlich kurze Geschichten, Regie: Antje Vowinckel, SWR 2001.
- Die Gewalt des Gesangs in Nevada, Regie: Thomas Gerwin, SWR 2005.
- Die neunundvierzigste Ausschweifung, Regie: Antje Vowinckel, SWR 2007.
- Raoul Tranchirers Bemerkungen über die Stille, Regie: Thomas Gerwin, SWR 2007.
- Die Vorzüge der Dunkelheit, Regie: Thomas Gerwin, RBB/WDR 2012.

### Радіоколажі
- Die heiße Luft der Spiele, Regie: Günter Guben, Ror Wolf, SDR 1972.
- Die Stunde der Wahrheit, Regie: Ror Wolf, HR 1974.
- Schwierigkeiten beim Umschalten, Regie: Ror Wolf. HR 1978.
- Rückblick auf große Tage, Regie: Ror Wolf, HR 1978.
- Der Ball ist rund, Regie: Ror Wolf, HR 1979.
- Merkwürdige Entscheidungen, Regie: Ror Wolf, HR 1979.
- Die alten Zeiten sind vorbei, Regie: Ror Wolf, HR 1979.
- Expertengespräche, Regie: Ror Wolf, HR 1979.
- Heinz, wie ist Deine Ansicht?, Regie: Ror Wolf HR 1979.
- Cordoba Juni 13 Uhr 45, Regie: Ror Wolf, HR 1979.